# 拉德諾鎮區 (伊利諾伊州皮奧里亞縣)
拉德諾鎮區（英語：Radnor Township）是位於美國伊利諾伊州皮奧里亞縣的一個行政鎮區。

## 地方資料
根據2010年美國人口普查的數據，拉德諾鎮區的面積為95.70平方千米，當中陸地面積為95.70平方千米，而水域面積為0.00平方千米。當地共有人口3600人，而人口密度為每平方千米37.62人。